# Arthur Samuel Allen
Arthur Samuel Allen, CB, CBE, DSO, VD, avstralski general, * 10. marec 1894, † 25. januar 1959.